# Nagyváthy János

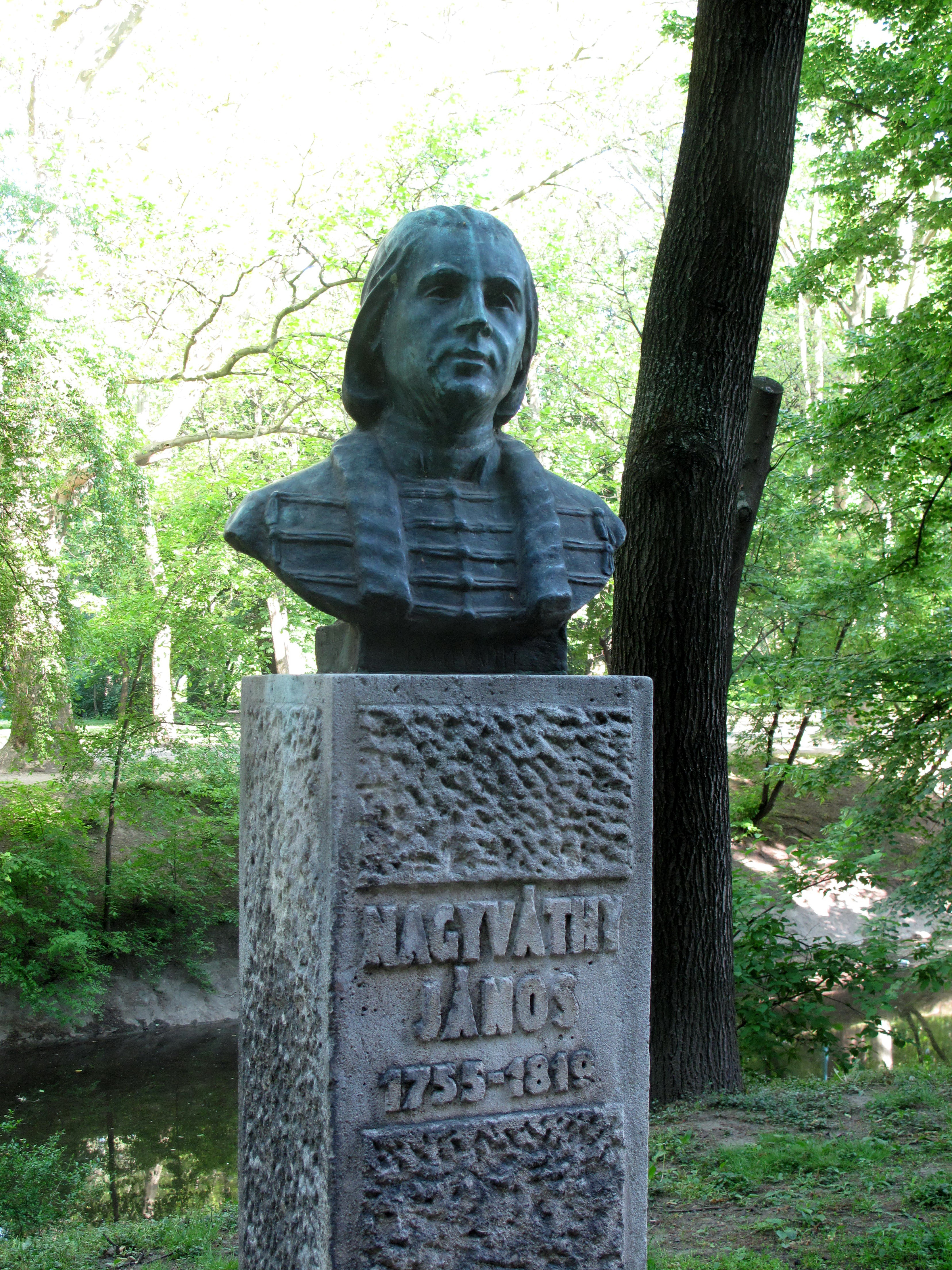
Nagyváthy János mellszobra – Vastagh László alkotása – a Városligetben

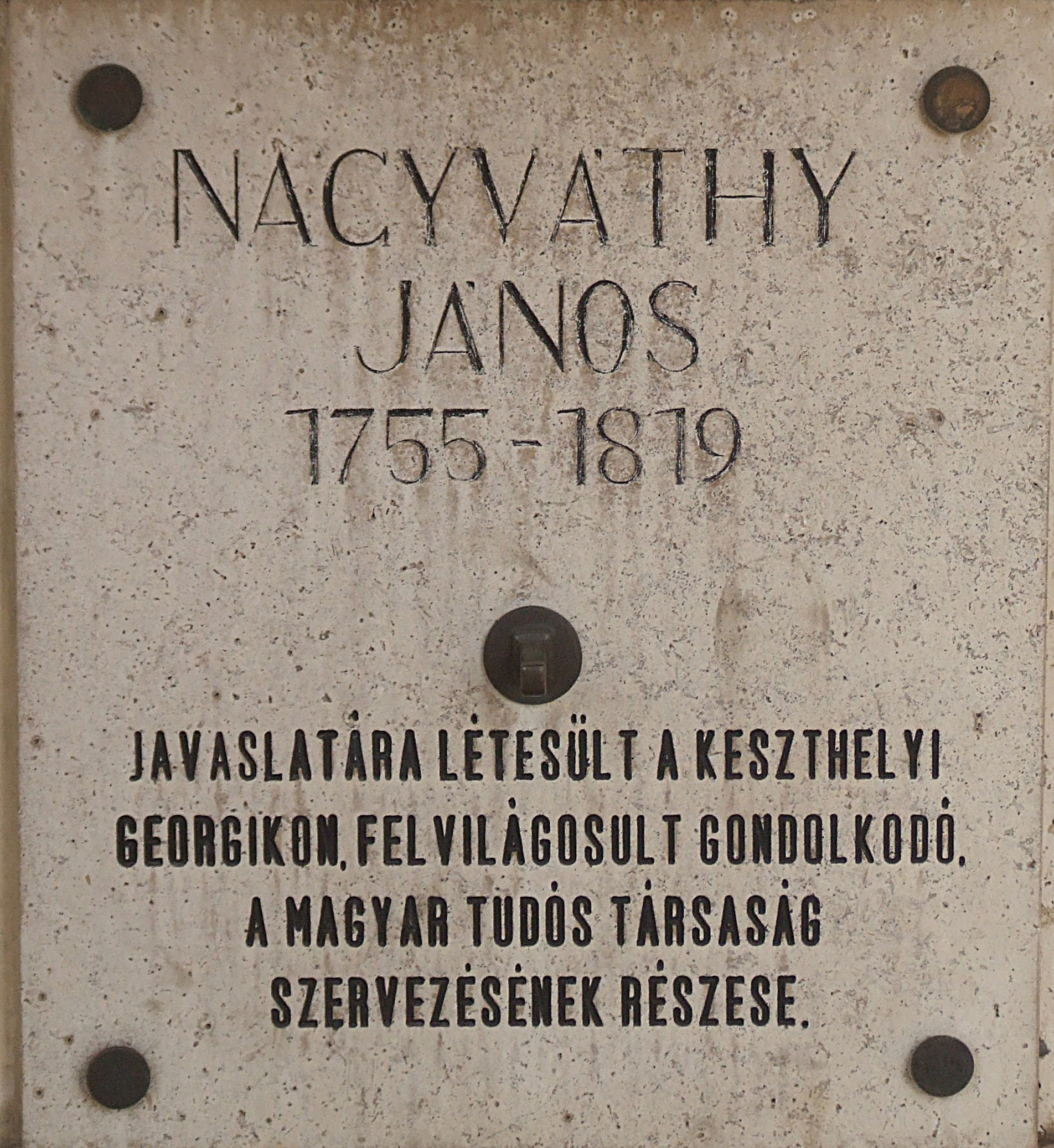
Emléktáblája
Kossuth Lajos tér 11.

Nagyváthy János (Miskolc, 1755. január 19. – Csurgó, 1819. február 13.) az első magyar nyelvű rendszeres mezőgazdasági munka szerzője.

## Életútja
Apja, Nagyváthy Ferenc (aki a római katolikus hitről áttért az evangélikus vallásra) nemesi származású asztalosmester volt. János fia Sárospatakon tanult – teológiát és jogot. Ezután Szapáry István gróf két fia mellett nevelő volt két évig. Nevelősködése alatt sokat utazott növendékeivel. Miután elhagyta a nevelői pályát, Losoncon költészettant tanított. Szemei annyira megromlottak, hogy egy év múlva kénytelen volt tanári állásáról lemondani. Pestre ment a híres Szombathy szemorvoshoz. A gyógyítás több időt vett igénybe, és ezalatt eljárt a Pesti Egyetemre, ahol Mitterpacher Lajos agrártudományi előadásait hallgatta. Amikor szemei meggyógyultak, katona lett az élelmezésnél és hét év múlva kapitányi rangot kapott a Duka ezrednél. Katonakorában lett szabadkőműves Bécsben.
Figyelemmel kísérte a külföld gazdasági viszonyait, szép könyvtárral bírt, mely magyar, német, francia és olasz mezőgazdászati, politikai, jogi és történelmi művekből állt. Később angolul is megtanult. Lovak idomítása, eladása, cserélése kedvenc foglalkozása volt. 1782-ben Olaszországba helyezték, az ottani éghajlat azonban káros hatással volt szemeire és 1786-ban azt hitte, hogy megvakul, ezért azok gyógyíttatása végett Bécsbe ment. Itt a szabadkőművesi páholyban találkozott Festetics György és Széchényi Ferenc grófokkal, régi ismerőseivel, itt ismerkedett meg Jordán Péterrel, Laxenburg és Vösendorf uradalmak kormányzójával, aki őt egy Bécs melletti birtokra tette gyakornoknak.
1788 tavaszán elhagyta állását és utazni ment, különösen Belgium kötötte le vizsgálódó szellemét. Ezután Pesten telepedett le, itt ismerkedett meg Kazinczy Ferenccel, Báróczy Sándorral és Batsányi Jánossal a nagyszívűséghez címzett szabadkőműves páholyban. Ez időtől fogva csaknem kizárólag a gazdászati irodalomnak élt. Festetich György gróf 1792-ben meghívta teljhatalmú jószágkormányzójának („Directornak”), az akkor alakult központi birtokirányítási szerv, a Keszthelyen működő „Directio” vezetőjének, ezért Keszthelyre költözött. Azok a talajjavítási és egyéb eljárások, gazdasági utasítások, amelyekről a Festetics-birtok ismert volt, Nagyváthy nevéhez fűződnek. Ő kezdeményezte és vette rá Festeticset a csurgói gimnázium és a keszthelyi Mezőgazdasági Akadémia, az ún. Georgikon alapítására is.
A gróf Nagyváthy buzdítására Csurgón gimnáziumot épített, mely 1792. október 1-jén megnyílt és templomot, mely 1796-ban készült el. Három év alatt a gróf elhanyagolt 162000 holdból álló uradalmainak rendezését és a jövedelem tekintélyes emelését eszközölte. Nagyváthy viszonylag rövid ideig vezette a Festetics-birtokot. Közte és Festetics között ugyanis idővel egyre jobban kiéleződött az ellentét, mivel a gróf a Martinovics-féle jakobinus szervezkedés vérbe fojtása után mindinkább elhidegült a plebeius Nagyváthytól. Festetics György gróf önállóságra törekedett és nem szívesen vette gazdatisztjének leckézéseit, Nagyváthy pedig hat évi szolgálata után nyugalmaztatását kérte, amit 1797. október 1-jén el is nyert. Csurgón (Somogy vármegye) kapott egy tágas házat, kerttel, szőlővel és 40 hold szántófölddel holtig haszonbéri élvezetül és évi néhány száz forint nyugdíjat. Valóságos paradicsomkertet rendezett be, képviselve volt ezen a területen a mezőgazdaság minden ága.
A Georgikonnak hat hónapig igazgatója és tiszti székének haláláig elnöke maradt és 1814-ben ott előadást tartott a virginiai dohányról. Zala és Somogy vármegye táblabírája volt.
1819-ben hunyt el 64 éves korában, tüdőgyulladásban.

## Munkássága
Kezdettől fogva magyar nyelven írt, hogy széles körben terjessze az ismereteket. Első rendszeres magyar nyelvű munkája A szorgalmas mezei gazda címmel 1791-ben jelent meg. Ebben a földek fajtáitól és a talajváltástól kezdve a vetés, aratás, cséplés teendőin át a szőlőművelés, az erdészet és az állattenyésztés kérdéséig a mezőgazdasági termelés minden oldalát feldolgozta.
További munkái: „Magyar házi gazdasszony”, A Magyar Practicus Termesztő, A Magyar Practicus Tenyésztő és A magyar gazdatiszt már csak 1819-ben bekövetkezett halála után jelentek meg.

## Emlékezete
Keszthelyen növényvédő szakközépiskola, Miskolcon, Bábolnán és Kaposváron utca viseli a nevét. Mellszobra megtalálható a Városligetben, a Magyar Mezőgazdasági Múzeum délkeleti oldalában.
Környezetvédelem és ismeretterjesztés – e két célt tűzte ki maga elé tucatnyi, az agrárgazdaság és környezettudatosság iránt elkötelezett szakember 1990-ben. A magyar agrárgazdaság két évszázaddal ezelőtt élt mestere iránti tiszteletük jeléül megalakították a Nagyváthy János Gazdaképző Egyesületet, amely azóta is viseli a nevét.
1973-ban alapították meg a Nagyváthy János Emlékplakettet, az elnevezést aztán 1977-ben Nagyváthy János Emlékéremre változtatták, melyet a mezőgazdaság és az agrároktatás területén kiemelkedő munkát végzett intézmények, dolgozók kaphattak meg. Az Agrárminisztérium jelenlegi legmagasabb szakmai elismerései között szereplő Nagyváthy János-díj adományozásáról A földművelésügyi és vidékfejlesztési miniszter 11/1999. (I. 29.) FVM rendelete rendelkezik.
2012-ben a A’ szorgalmatos mezei-gazda című kétkötetes munkája – amely az első, 1791-ben Pesten kiadott magyar mezőgazdasági kézikönyv – a Krisztina Antikvárium árverésen a hazai magyar nyelvű mezőgazdasági szakirodalomból egyedüliként rekordáron, 500.000 Ft-ért kelt el.

## Művei
- Vallás-cserélés, avagy egy világi bölcsnek, egy jésuitának, és egy hazafinak aról való beszélgetések: ha vallyon szabad-e az embereknek vallását, a mellyben született, meg hányni vetni és van e szabad választása, azt, ha hibás, jobbal fel-cserélni? egy ember-barát által. Nyomtattatott Gondolatfalván Elmélkedő János betűivel. Hely n. 1790. (Névtelenül).
- Csillagok-forgasibul való polgári jövendölés Lengyel országra a mellybe a borussiai király, és &c. le-ábrázoltatnak. Az ötödik kiadás szerint francziából magyarra forditva a magyaroknak tükörűl. A nagy-szivüségnél 1790. Hely n. (Névtelenül).
- A veres barátnak egy el-pusztult templom omlása mellett való szomorú képzelési. Mellyeket Fridrik verskölteményeiből magyarra forditott de la Plume. A nagy-szivüségnél 1790. Hely n. (Versben. Névtelenül).
- A szorgalmatos mezei gazda. A Magyarországban gyakoroltatni szokott gazdaságnak rendjén keresztül. Pest, 1791. Két kötet. (Ezen munkájáért Leopold király arany lánczon függő 26 arany nehéz, Cerest ábrázoló emlékéremmel jutalmazta).
- A tizen-kilenczedik században élt igaz magyar hazafinak öröm-órái. A nagy-szivüségnél 1900. (igy!). Hely n. (Névtelenül).
- Magyar házi gazdasszony. Pest. 1820. (2. kiadás, Pest, 1830.).
- Magyar practicus termesztő. Pest, 1821. (Előszava 1818-ban kelt. 2. k. Pest, 1835.).
- Magyar gazdatiszt. Pest, 1821. (Előszava 1817-ben kelt Csurgón. 2. k. Pest, 1835.).
- Magyar practicus tenyésztető. Pest, 1822. (2. kiad. 1824., 3. k. 1826., 4. k. 1836. Pest).